# Карандаши (Нижегородская область)
Карандаши́ — деревня в составе Богородского сельсовета Варнавинского района Нижегородской области.
Располагается на правом берегу реки Ветлуги.

## Население
| 2002 | 2010 |
| ---- | ---- |
| 0    | ↗5   |